# Безокисний нагрів
Безо́кисний нагрі́в — нагрів металів при гарячій обробці без окислення їхньої поверхні.
Безокисний нагрів металів проводять в електричних або полум'яних муфельних печах, заповнюючи їх робочий простір захисним газом, нейтральним до металу, що нагрівається. Захисні гази виробляють з висококалорійних газів (природних, коксових, нафтових, пропану, бутану), спалюючи їх у спеціальних генераторах. Якщо охолодження продуктів неповного спалювання висококалорійного газу з метою конденсації і виділення вологи провадиться в холодильній уставі, то вони придатні для безокисного нагріву м'якої й середньовуглецевої сталі. У печах, в яких мало витрачається газу, і в печах для нагріву високохромистої сталі використовують водень, дисоційований аміак і продукти неповного спалювання дисоційованого аміаку. Добрим, але дорогим і технічно складним способом є безокисний нагрів металів у вакуумі. Пружність пари багатьох окисів металів досить мала, тому для безокисного нагріву достатнім є вакуум, який дорівнює 10—4 мм рт. ст. Для печей термообробки високовуглецевої сталі захисний газ, що складається з окисів вуглецю, водню, азоту і невеликої кількості вуглеводнів, добувають із суміші висококалорійного газу, який разом з повітрям пропускають через нагріту до 1000° вогнетривку насадку, на яку нанесено солі нікелю. Нікель служить каталізатором для реакцій розкладу водяної пари і вуглекислого газу.
Безокисною атмосферою для міді є водяна пара або продукти горіння палива, які не мають вільного кисню та сірчаних газів. Безокисний нагрів латуні, до складу якої входить понад 15% цинку, проводять, застосовуючи травлення кислотою, тому що під час нагріву відбувається кипіння цинку і потемніння поверхні латунних виробів. Олов'янисті і свинцевисті бронзи, в яких міститься небагато цинку, відпалюють у продуктах неповного спалювання вуглеводневих газів, вільних від сірки. Світлий нагрів алюмінієвої, хромистої, кременистої і берилієвої бронзи можна проводити тільки в газовій атмосфері, в якій є багато водню, наприклад в дисоційованому аміаку. Для титану, цирконію та їхніх сплавів захисною атмосферою є аргон. Для нагріву металів до високої температури (під кування або вальцювання), коли ускладнюється застосування електричних або полум'яних муфельних печей у зв'язку з недостатньою стійкістю нагрівників та муфелів, використовують полум'яні печі, в яких газ спалюється при великій недостачі повітря, підігрітого до високої температури.
Полум'яні печі для безокисного нагріву металів під кування тепер проходять випробування як в СРСР, так і за кордоном (1959).